# فلیس پوتینی
فلیس پوتینی (انگلیسی: Felice Puttini؛ زادهٔ ۱۸ سپتامبر ۱۹۶۷ ‏(۵۷ سال)) دوچرخه‌سوار اهل سوئیس است.